# Anabela Rodrigues (née en 1976)
Pour les articles homonymes, voir Anabela Rodrigues.
Anabela Rodrigues, née le 18 octobre 1976 à Lisbonne, est une femme politique portugaise, membre du Bloc de gauche. 

## Biographie
Elle est candidate lors des élections européennes de 2019. Elle devient députée européenne en mars 2024, en remplacement de Marisa Matias, démissionnaire. Elle est la première députée européenne portugaise d'origine africaine.